# Polyphaenis prospicua
Polyphaenis prospicua är en fjärilsart som beskrevs av Moritz Balthasar Borkhausen. Polyphaenis prospicua ingår i släktet Polyphaenis och familjen nattflyn. Inga underarter finns listade i Catalogue of Life.